# بنسهاوزن
بنسهاوزن (به آلمانی: Benshausen) یک شهر در آلمان است که در اشمالکالدن-ماینینگن واقع شده‌است. بنسهاوزن ۲٬۶۱۸ نفر جمعیت دارد.

## خواهرخوانده
شهر مارکت‌برایت خواهرخواندهٔ بنسهاوزن هست.